# 데릭 브루

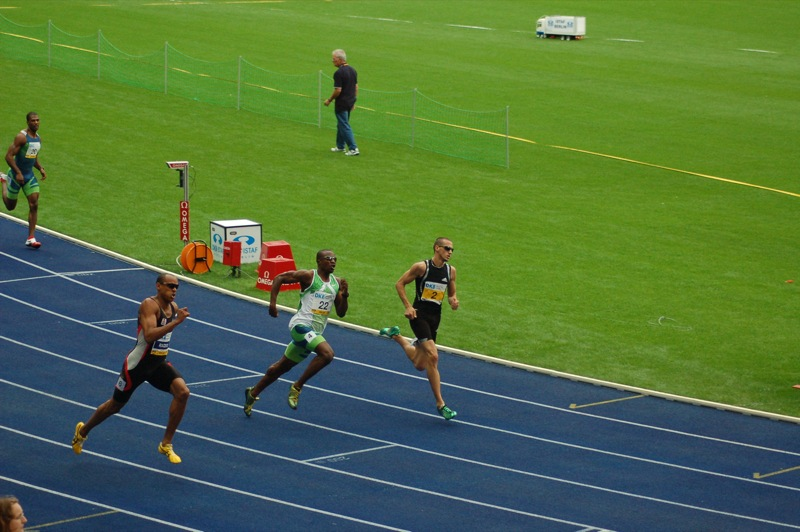

데릭 브루(Derrick Brew, 본명: 데릭 키스 브루, Derrick Keith Brew, 1977년 12월 28일 ~ )는 미국의 2004년 하계 올림픽 남자 4x400m 계주 금메달리스트이다. 경기 초반에 미국 400m 스윕에서 3위를 차지했다.
텍사스주 휴스턴에서 태어난 그는 클라인 포리스트 고등학교에 다녔으며 그곳에서 잭 새즈의 지도를 받았다.